# Bionic Showdown: The Six Million Dollar Man and the Bionic Woman
Bionic Showdown: The Six Million Dollar Man and the Bionic Woman (bra: O Desafio Final; prt: Combate Entre Biónicos) é um filme de ação e sci-fi americano de 1989, dirigido por Alan J. Levi e estrelado por Lee Majors. É um dos filmes que se baseiam na série The Six Million Dollar Man e no seu spin-off The Bionic Woman.

## Sinopse
A Mulher Biônica e O Homem de Seis Milhões de Dólares se reúnem com alguns jovens biônicos para a caça de um espião.

## Lançamento

### Estados Unidos
Nos Estados Unidos, o filme foi originalmente transmitido pela NBC a 30 de abril de 1989.

### Portugal
Em Portugal, o filme foi lançado pela Edivideo diretamente em VHS em 1990.